# Carlo Rossi (kierowca wyścigowy)
Carlo Rossi (ur. 28 października 1955 roku w Correggio) – włoski kierowca wyścigowy.

## Kariera
Rossi rozpoczął międzynarodową karierę w wyścigach samochodowych w 1977 roku od startów w Formule Italia, gdzie raz stanął na podium. Z dorobkiem piętnastu punktów uplasował się tam na ósmej pozycji w klasyfikacji generalnej. Rok później w tej samej serii był już wicemistrzem. W późniejszych latach pojawiał się także w stawce Włoskiej Formuły 3, Europejskiej Formuły 3, Europejskiej Formuły 2, Grand Prix Monza, European Touring Car Championship, World Touring Car Championship, World Sports-Prototype Championship, Italian Touring Car Championship oraz Global GT Championship.
W Europejskiej Formule 2 Włoch startował w latach 1980-1982. Jedynie w sezonie 1981 zdobywał punkty. Uzbierane sześć punktów dało mu wówczas trzynaste miejsce w końcowej klasyfikacji kierowców.